# 宁县
宁县是中华人民共和国甘肃省庆阳市下属的一个县。东经107°41′-108°34′，北纬35°15′-35°52′。

## 行政区划
宁县下辖14个镇、4个乡：
新宁镇、平子镇、早胜镇、长庆桥镇、和盛镇、湘乐镇、新庄镇、盘克镇、中村镇、焦村镇、米桥镇、良平镇、太昌镇、春荣镇、南义乡、瓦斜乡、金村乡和九岘乡。

## 交通
- 青兰高速、 福银高速、 211国道过境。